# Svend Bergstein
Svend Bergstein (ur. 7 lipca 1941 we Frederiksbergu, zm. 8 marca 2014) – duński wojskowy i polityk, w latach 1993–1994 minister badań naukowych i technologii.

## Życiorys
Zawodowy wojskowy, służył w siłach powietrznych, karierę wojskową kończył w stopniu podpułkownika. Był też członkiem grupy doradczej i analitycznej w ministerstwie obrony, a także wykładowcą w akademii wojskowej Forsvarsakademiet. Autor publikacji z zakresu wojskowości pt. Krigens teknologi. Zyskał rozpoznawalność na początku lat 90. dzięki swoim wystąpieniom w telewizji w roli eksperta w trakcie wojny w Zatoce Perskiej.
Działał w partii Centrum-Demokraterne, pełnił funkcję jej sekretarza krajowego. W styczniu 1993 powołany na ministra badań naukowych i technologii w rządzie Poula Nyrupa Rasmussena, urząd ten sprawował do stycznia 1994. W latach 1995–1999 by attaché wojskowym w Szwecji i Finlandii. Należał później do Chrześcijańskiej Partii Ludowej.